# Qualificazioni al campionato mondiale di calcio 1986 - CAF
Sono elencate di seguito le date e i risultati della zona africana (CAF) per le qualificazioni al mondiale del 1986.

## Formula
29 membri FIFA: si contendono 2 posti disponibili per la fase finale. L' Algeria, il  Camerun e il  Ghana accedono direttamente al secondo turno, il  Lesotho, il  Niger e il  Togo si ritirano al primo turno. Le qualificazioni si compongono di 4 turni:
- Primo Turno: 26 squadre, giocano playoff con partite di andata e ritorno. Le vincenti accedono al secondo turno.
- Secondo Turno: 16 squadre (13 del primo turno più  Algeria,  Camerun e  Ghana), giocano playoff con partite di andata e ritorno. Le vincenti accedono al terzo turno.
- Terzo Turno: 8 squadre, giocano playoff con partite di andata e ritorno. Le vincenti accedono al quarto turno.
- Quarto Turno: 4 squadre, giocano playoff con partite di andata e ritorno. Le vincenti si qualificano alla fase finale.

## Primo Turno
| Data              | Luogo    | Squadra 1 | Risultato | Squadra 2 |
| ----------------- | -------- | --------- | --------- | --------- |
| 28 agosto 1984    | Il Cairo | Egitto    | 1 - 0     | Zimbabwe  |
| 30 settembre 1984 | Harare   | Zimbabwe  | 1 - 1     | Egitto    |

| Data            | Luogo       | Squadra 1 | Risultato | Squadra 2 |
| --------------- | ----------- | --------- | --------- | --------- |
| 13 ottobre 1984 | Nairobi     | Kenya     | 2 - 1     | Etiopia   |
| 28 ottobre 1984 | Addis Abeba | Etiopia   | 3 - 3     | Kenya     |

| Data           | Luogo    | Squadra 1 | Risultato | Squadra 2 |
| -------------- | -------- | --------- | --------- | --------- |
| 15 luglio 1984 | Curepipe | Mauritius | 0 - 1     | Malawi    |
| 28 luglio 1984 | Lilongwe | Malawi    | 4 - 0     | Mauritius |

| Data           | Luogo   | Squadra 1 | Risultato | Squadra 2 |
| -------------- | ------- | --------- | --------- | --------- |
| 29 luglio 1984 | Ndola   | Zambia    | 3 - 0     | Uganda    |
| 25 agosto 1984 | Kampala | Uganda    | 1 - 0     | Zambia    |

| Data | Luogo | Squadra 1  | Risultato | Squadra 2 |
| ---- | ----- | ---------- | --------- | --------- |
|      |       | Madagascar | N/G       | Lesotho   |

| Data            | Luogo    | Squadra 1 | Risultato | Squadra 2 |
| --------------- | -------- | --------- | --------- | --------- |
| 13 ottobre 1984 | Mwanza   | Tanzania  | 1 - 1     | Sudan     |
| 27 ottobre 1984 | Khartoum | Sudan     | 0 - 0     | Tanzania  |

| Data           | Luogo    | Squadra 1    | Risultato | Squadra 2    |
| -------------- | -------- | ------------ | --------- | ------------ |
| 30 giugno 1984 | Freetown | Sierra Leone | 0 - 1     | Marocco      |
| 15 luglio 1984 | Rabat    | Marocco      | 4 - 0     | Sierra Leone |

| Data | Luogo | Squadra 1 | Risultato | Squadra 2 |
| ---- | ----- | --------- | --------- | --------- |
|      |       | Libia     | N/G       | Niger     |

| Data             | Luogo   | Squadra 1 | Risultato | Squadra 2 |
| ---------------- | ------- | --------- | --------- | --------- |
| 28 ottobre 1984  | Cotonou | Benin     | 0 - 2     | Tunisia   |
| 13 novembre 1984 | Tunisi  | Tunisia   | 4 - 0     | Benin     |

| Data | Luogo | Squadra 1 | Risultato | Squadra 2 |
| ---- | ----- | --------- | --------- | --------- |
|      |       | Guinea    | N/G       | Togo      |

| Data            | Luogo   | Squadra 1      | Risultato | Squadra 2      |
| --------------- | ------- | -------------- | --------- | -------------- |
| 21 ottobre 1984 | Abidjan | Costa d'Avorio | 4 - 0     | Gambia         |
| 4 novembre 1984 | Banjul  | Gambia         | 3 - 2     | Costa d'Avorio |

| Data            | Luogo    | Squadra 1 | Risultato | Squadra 2 |
| --------------- | -------- | --------- | --------- | --------- |
| 20 ottobre 1984 | Lagos    | Nigeria   | 3 - 0     | Liberia   |
| 4 novembre 1984 | Monrovia | Liberia   | 0 - 1     | Nigeria   |

| Data           | Luogo  | Squadra 1 | Risultato          | Squadra 2 |
| -------------- | ------ | --------- | ------------------ | --------- |
| 1º luglio 1984 | Luanda | Angola    | 1 - 0              | Senegal   |
| 15 luglio 1984 | Dakar  | Senegal   | 1 - 0 3 - 4 d.c.r. | Angola    |

 Egitto,  Kenya,  Malawi,  Zambia,  Madagascar,  Sudan,  Marocco,  Libia,  Tunisia,  Guinea,  Costa d'Avorio,  Nigeria,  Angola qualificate al secondo turno.

## Secondo Turno
| Data           | Luogo   | Squadra 1 | Risultato | Squadra 2 |
| -------------- | ------- | --------- | --------- | --------- |
| 7 aprile 1985  | Lusaka  | Zambia    | 4 - 1     | Camerun   |
| 21 aprile 1985 | Yaoundé | Camerun   | 1 - 1     | Zambia    |

| Data           | Luogo    | Squadra 1 | Risultato | Squadra 2 |
| -------------- | -------- | --------- | --------- | --------- |
| 7 aprile 1985  | Rabat    | Marocco   | 2 - 0     | Malawi    |
| 21 aprile 1985 | Lilongwe | Malawi    | 0 - 0     | Marocco   |

| Data           | Luogo  | Squadra 1 | Risultato | Squadra 2 |
| -------------- | ------ | --------- | --------- | --------- |
| 31 marzo 1985  | Luanda | Angola    | 0 - 0     | Algeria   |
| 19 aprile 1985 | Algeri | Algeria   | 3 - 2     | Angola    |

| Data           | Luogo   | Squadra 1 | Risultato | Squadra 2 |
| -------------- | ------- | --------- | --------- | --------- |
| 6 aprile 1985  | Nairobi | Kenya     | 0 - 3     | Nigeria   |
| 20 aprile 1985 | Lagos   | Nigeria   | 3 - 1     | Kenya     |

| Data           | Luogo        | Squadra 1  | Risultato          | Squadra 2  |
| -------------- | ------------ | ---------- | ------------------ | ---------- |
| 5 aprile 1985  | Il Cairo     | Egitto     | 1 - 0              | Madagascar |
| 21 aprile 1985 | Antananarivo | Madagascar | 1 - 0 2 - 4 d.c.r. | Egitto     |

| Data             | Luogo   | Squadra 1 | Risultato | Squadra 2 |
| ---------------- | ------- | --------- | --------- | --------- |
| 10 febbraio 1985 | Conakry | Guinea    | 1 - 0     | Tunisia   |
| 24 febbraio 1985 | Tunisi  | Tunisia   | 2 - 0     | Guinea    |

| Data             | Luogo    | Squadra 1 | Risultato | Squadra 2 |
| ---------------- | -------- | --------- | --------- | --------- |
| 22 febbraio 1985 | Khartoum | Sudan     | 0 - 0     | Libia     |
| 8 marzo 1985     | Tripoli  | Libia     | 4 - 0     | Sudan     |

| Data           | Luogo   | Squadra 1      | Risultato | Squadra 2      |
| -------------- | ------- | -------------- | --------- | -------------- |
| 7 aprile 1985  | Abidjan | Costa d'Avorio | 0 - 0     | Ghana          |
| 21 aprile 1985 | Accra   | Ghana          | 2 - 0     | Costa d'Avorio |

 Zambia,  Marocco,  Algeria,  Nigeria,  Egitto,  Tunisia,  Libia e  Ghana qualificate al terzo turno.

## Terzo Turno
| Data           | Luogo  | Squadra 1 | Risultato | Squadra 2 |
| -------------- | ------ | --------- | --------- | --------- |
| 13 luglio 1985 | Algeri | Algeria   | 2 - 0     | Zambia    |
| 28 luglio 1985 | Lusaka | Zambia    | 0 - 1     | Algeria   |

| Data           | Luogo   | Squadra 1 | Risultato | Squadra 2 |
| -------------- | ------- | --------- | --------- | --------- |
| 14 luglio 1985 | Accra   | Ghana     | 0 - 0     | Libia     |
| 26 luglio 1985 | Bengasi | Libia     | 2 - 0     | Ghana     |

| Data           | Luogo  | Squadra 1 | Risultato | Squadra 2 |
| -------------- | ------ | --------- | --------- | --------- |
| 6 luglio 1985  | Lagos  | Nigeria   | 1 - 0     | Tunisia   |
| 20 luglio 1985 | Tunisi | Tunisia   | 2 - 0     | Nigeria   |

| Data           | Luogo      | Squadra 1 | Risultato | Squadra 2 |
| -------------- | ---------- | --------- | --------- | --------- |
| 12 luglio 1985 | Il Cairo   | Egitto    | 0 - 0     | Marocco   |
| 28 luglio 1985 | Casablanca | Marocco   | 2 - 0     | Egitto    |

 Algeria,  Libia,  Tunisia e  Marocco qualificate al quarto turno.

## Quarto Turno
| Data            | Luogo  | Squadra 1 | Risultato | Squadra 2 |
| --------------- | ------ | --------- | --------- | --------- |
| 6 ottobre 1985  | Tunisi | Tunisia   | 1 - 4     | Algeria   |
| 18 ottobre 1985 | Algeri | Algeria   | 3 - 0     | Tunisia   |

| Data            | Luogo   | Squadra 1 | Risultato | Squadra 2 |
| --------------- | ------- | --------- | --------- | --------- |
| 6 ottobre 1985  | Rabat   | Marocco   | 3 - 0     | Libia     |
| 18 ottobre 1985 | Bengasi | Libia     | 1 - 0     | Marocco   |

 Algeria e  Marocco qualificate alla fase finale.